# Paweł Tarnowski
Paweł Tarnowski (Gdynia, 3 de abril de 1994) es un deportista polaco que compite en vela en las clases RS:X e iQFoil.
Ganó una medalla de plata en el Campeonato Mundial de IQFoil de 2024, una medalla de oro en el Campeonato Europeo de IQFoil de 2024 y dos medallas en el Campeonato Europeo de RS:X, oro en 2015 y bronce en 2016.

## Palmarés internacional
| Campeonato Europeo | Campeonato Europeo   | Campeonato Europeo | Campeonato Europeo |
| Año                | Lugar                | Medalla            | Clase              |
| ------------------ | -------------------- | ------------------ | ------------------ |
| 2015               | Mondello (Italia)    | Medalla de oro     | RS:X               |
| 2016               | Helsinki (Finlandia) | Medalla de bronce  | RS:X               |

| Campeonato Mundial | Campeonato Mundial | Campeonato Mundial | Campeonato Mundial |
| Año                | Lugar              | Medalla            | Clase              |
| ------------------ | ------------------ | ------------------ | ------------------ |
| 2024               | Lanzarote (España) | Medalla de plata   | iQFoil             |
| Campeonato Europeo |                    |                    |                    |
| Año                | Lugar              | Medalla            | Clase              |
| 2024               | Cagliari (Italia)  | Medalla de oro     | iQFoil             |